# Tom Cruise
Tom Cruise Mapother IV (n. 3 iulie 1962, Syracuse⁠(d), New York, SUA) este un actor american, nominalizat de patru ori la premiul Oscar.

## Biografie

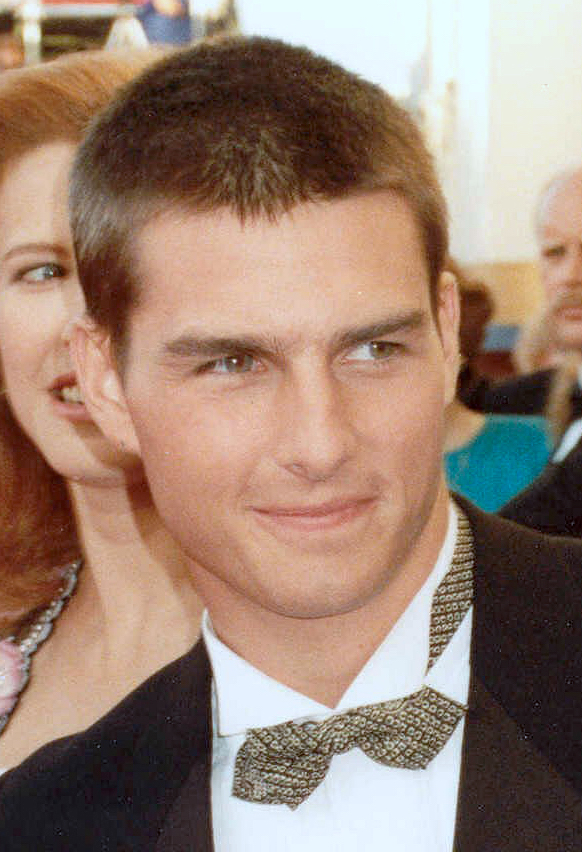
Tom Cruise în 1989

Revista Forbes l-a denumit ca cea mai puternică celebritate din lume în 2006. El a fost nominalizat la trei premii Oscar și a câștigat trei Premii Globul de Aur. Primul său rol principal a fost 1983 în filmul Risky Business, care a fost descris ca fiind "un clasic al Generației X", precum și o "promovare în carieră" pentru actor.  După ce a jucat rolul unui pilot eroic din popularul și financiarul, de succes, Top Gun (1986), Cruise a continuat în acestă parte, jucând un agent secret într-o serie din Mission: Impossible filme de acțiune în anii 1990 și anii 2000. În plus, față de aceste roluri eroice, el a jucat alte roluri cum ar fi guru misoginist de sex masculin în Magnolia (1999) și un rece și calculat criminal plătit, sociopat, în thriller-ul lui Michael Mann - Collateral (2004).
În 2005, jurnalistul la Hollywood Edward Jay Epstein a susținut că Cruise este unul dintre puținii producători (ceilalți fiind George Lucas, Steven Spielberg și Jerry Bruckheimer) care sunt în măsură să garanteze succesul unui film de miliarde de dolari. Începând cu anul 2005, Cruise și Paula Wagner au fost responsabili de studioul de film United Artists, cu Cruise ca producător și vedetă, iar Wagner ca director executiv. Cruise este, de asemenea, cunoscut pentru sprijinul controversat și aderarea la Biserica Scientologică.

## Filmografie

### Ca actor
| An   | Titlu                                               | Rol                          | Note                                                                  |
| ---- | --------------------------------------------------- | ---------------------------- | --------------------------------------------------------------------- |
| 1981 | Endless Love                                        | Billy                        |                                                                       |
| 1981 | Taps                                                | Cadet Captain David Shawn    |                                                                       |
| 1983 | The Outsiders                                       | Steve Randle                 |                                                                       |
| 1983 | Losin' It                                           | Woody                        |                                                                       |
| 1983 | All the Right Moves                                 | Stefen "Stef" Djordjevic     |                                                                       |
| 1983 | Risky Business                                      | Joel Goodson                 |                                                                       |
| 1985 | Legenda                                             | Jack O' The Green            |                                                                       |
| 1986 | Top Gun                                             | Lt. Pete 'Maverick' Mitchell |                                                                       |
| 1986 | The Color of Money                                  | Vincent Lauria               |                                                                       |
| 1988 | Cocktail                                            | Brian Flanagan               |                                                                       |
| 1988 | Omul ploii                                          | Charlie Babbitt              |                                                                       |
| 1989 | Născut pe 4 iulie                                   | Ron Kovic                    | Nominalizat la Premiul Oscar pentru cel mai bun actor                 |
| 1990 | Days of Thunder                                     | Cole Trickle                 |                                                                       |
| 1992 | Far and Away                                        | Joseph Donnelly              |                                                                       |
| 1992 | Oameni de onoare                                    | Lt. Daniel Kaffee            |                                                                       |
| 1993 | Firma                                               | Mitch McDeere                |                                                                       |
| 1994 | Interviu cu un vampir                               | Lestat de Lioncourt          |                                                                       |
| 1996 | Imposibilă                                          | Ethan Hunt                   |                                                                       |
| 1996 | Jerry Maguire                                       | Jerry Maguire                | Nominalizat la Premiul Oscar pentru cel mai bun actor                 |
| 1999 | Cu ochii larg închiși                               | Bill Harford                 |                                                                       |
| 1999 | Magnolia                                            | Frank T.J. Mackey            | Nominalizat la Premiul Oscar pentru cel mai bun actor în rol secundar |
| 2000 | Misiune: Imposibilă II                              | Ethan Hunt                   |                                                                       |
| 2001 | Stanley Kubrick: A Life in Pictures                 | Narrator                     |                                                                       |
| 2001 | Vanilla Sky - Deschide ochii                        | David Aames                  |                                                                       |
| 2002 | Space Station 3D                                    | Narrator                     |                                                                       |
| 2002 | Raport Special                                      | John Anderton                |                                                                       |
| 2002 | Austin Powers in Goldmember                         | Himself                      |                                                                       |
| 2003 | Ultimul samurai                                     | Nathan Algren                |                                                                       |
| 2004 | Collateral                                          | Vincent                      |                                                                       |
| 2005 | Războiul lumilor                                    | Ray Ferrier                  |                                                                       |
| 2006 | Misiune: Imposibilă III                             | Ethan Hunt                   |                                                                       |
| 2007 | Lions for Lambs                                     | Senator Jasper Irving        |                                                                       |
| 2008 | Valkyrie                                            | Claus von Stauffenberg       |                                                                       |
| 2008 | Tropic Thunder                                      | Les Grossman                 |                                                                       |
| 2010 | Knight and Day                                      | Roy Miller                   |                                                                       |
| 2011 | Misiune: Imposibilă - Protocolul fantomă            | Ethan Hunt                   |                                                                       |
| 2012 | Rock of Ages                                        | Stacee Jaxx                  |                                                                       |
| 2012 | Jack Reacher                                        | Jack Reacher                 |                                                                       |
| 2013 | Oblivion. Planeta uitată                            | Jack Harper                  |                                                                       |
| 2014 | Edge of Tomorrow: Prizonier în timp                 | Lt. Col. William "Bill" Cage |                                                                       |
| 2015 | Misiune: Imposibilă. Națiunea secretă               | Ethan Hunt                   |                                                                       |
| 2016 | Jack Reacher: Never Go Back                         | Jack Reacher                 |                                                                       |
| 2017 | Mumia                                               | Nick Morton                  |                                                                       |
| 2017 | American Made                                       | Barry Seal                   |                                                                       |
| 2018 | Misiune: Imposibilă. Declinul                       | Ethan Hunt                   |                                                                       |
| 2022 | Top Gun: Maverick                                   | Lt. Pete 'Maverick' Mitchell |                                                                       |
| 2023 | Misiune: Imposibilă - Răfuială mortală partea întâi | Ethan Hunt                   |                                                                       |

### Ca producător
| An   | Titlu                                | Rol                 | Note                                                 |
| ---- | ------------------------------------ | ------------------- | ---------------------------------------------------- |
| 1996 | Mission: Impossible                  |                     |                                                      |
| 1998 | Without Limits                       |                     |                                                      |
| 2000 | Mission: Impossible II               |                     |                                                      |
| 2001 | The Others                           | Producător executiv |                                                      |
| 2001 | Vanilla Sky                          |                     |                                                      |
| 2002 | Narc                                 | Producător executiv |                                                      |
| 2002 | Hitting It Hard                      |                     | Film de scurtmetraj                                  |
| 2003 | Shattered Glass                      | Producător executiv |                                                      |
| 2003 | The Last Samurai                     |                     |                                                      |
| 2004 | Suspect Zero                         |                     | Necreditat                                           |
| 2005 | Elizabethtown                        |                     |                                                      |
| 2006 | Ask the Dust                         |                     |                                                      |
| 2006 | Mission: Impossible III              |                     |                                                      |
| 2011 | Mission: Impossible – Ghost Protocol |                     |                                                      |
| 2012 | Jack Reacher                         |                     |                                                      |
| 2015 | Mission: Impossible – Rogue Nation   |                     |                                                      |
| 2016 | Jack Reacher: Never Go Back          |                     |                                                      |
| 2018 | Mission: Impossible – Fallout        |                     |                                                      |
| 2022 | Top Gun: Maverick                    |                     | Nominalizat la Premiul Oscar pentru cel mai bun film |
| 2023 | Mission: Impossible – Dead Reckoning |                     |                                                      |